# Arrondissement de Wreschen

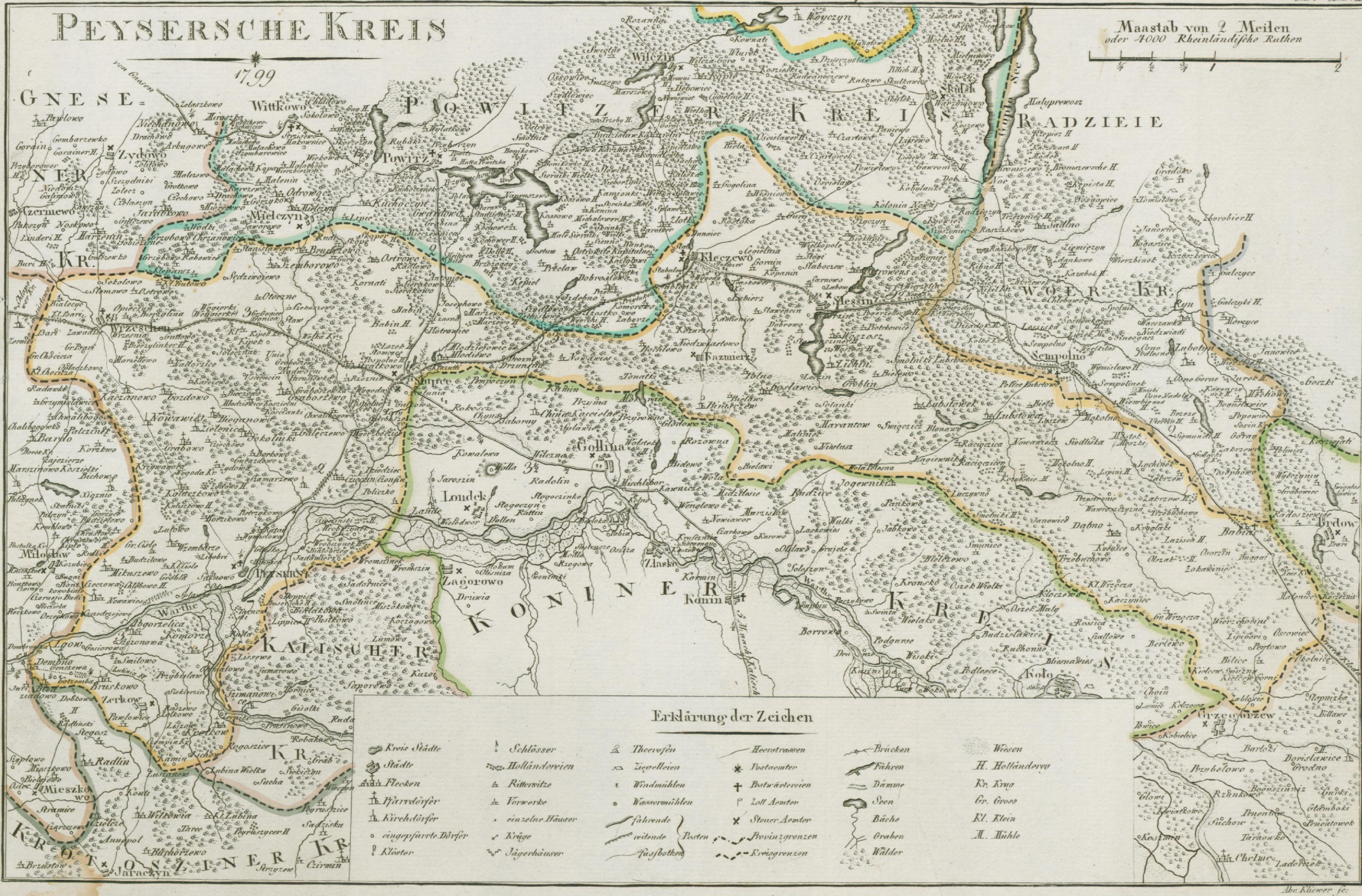
L'arrondissement de Peysern en Prusse-Méridionale

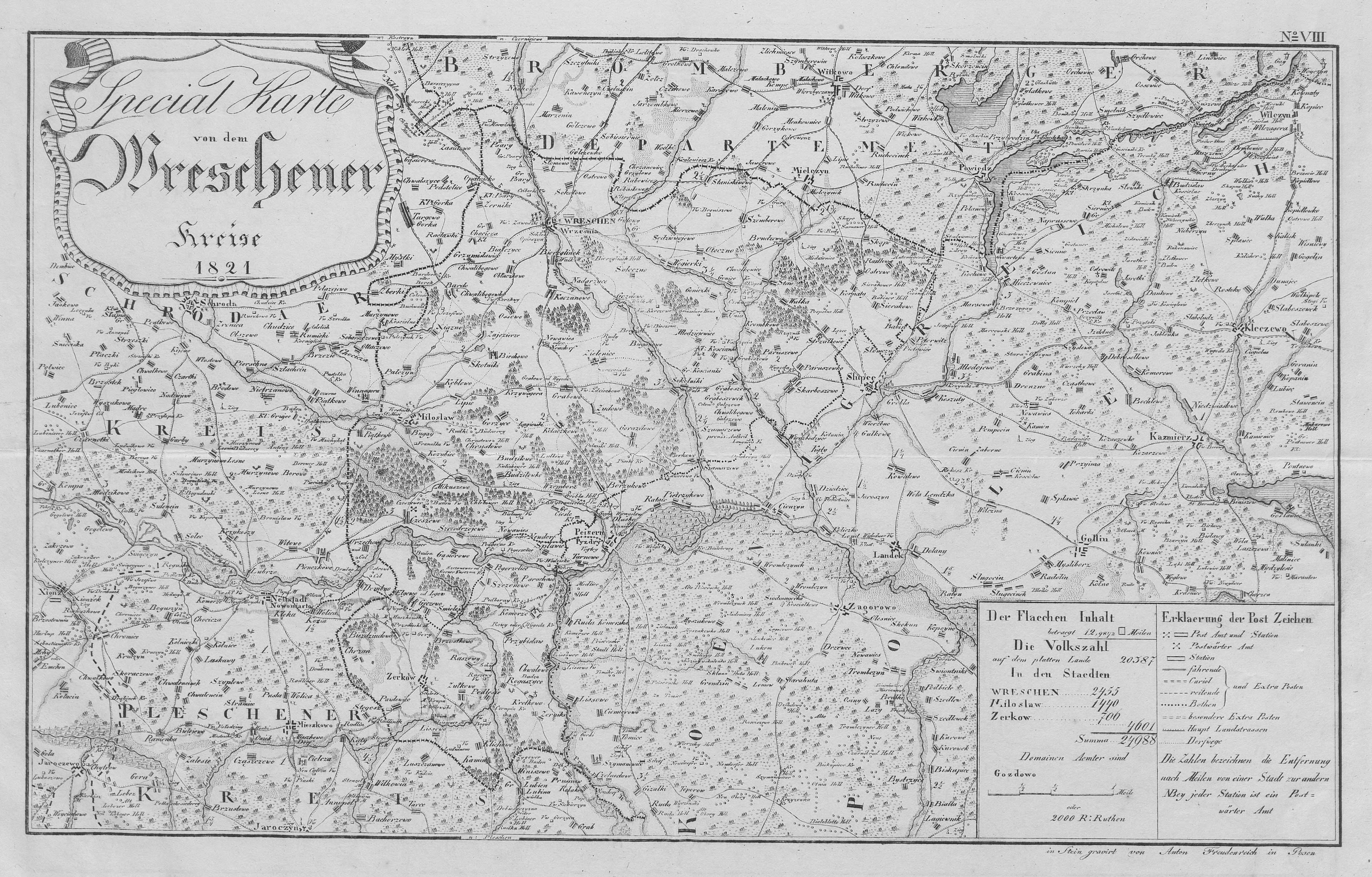
L'arrondissement de Wreschen dans ses limites de 1818 à 1887

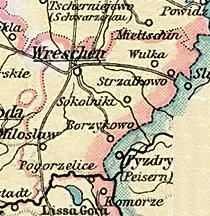
L'arrondissement de Wreschen dans ses limites de 1887 à 1919

L'arrondissement de Wreschen existe de 1819 à 1919 dans la province prusienne de Posen. Il est issu de la partie ouest de l'arrondissement de Peysern, fondé en 1793 dans la province prussienne de Prusse-Méridionale
L'arrondissement de Wreschen est également une unité administrative allemande en Pologne occupée (1939-1945) pendant la Seconde Guerre mondiale.

## Superficie
Jusqu'en 1887, l'arrondissement de Wreschen a une superficie de 730 km2 et depuis lors de 561 km2.

## Histoire
Après le troisième partage de la Pologne de 1793 à 1807, le territoire autour des deux villes de Wreschen et Peisern appartient à l'arrondissement de Peysern dans la province prussienne de Prusse-Méridionale. Par le traité de Tilsit, l'arrondissement de Peysern est intégré au duché de Varsovie en 1807. Après le Congrès de Vienne, la partie occidentale de l'arrondissement revient à nouveau au royaume de Prusse le 15 mai 1815 et devient une partie du district de Posen dans le grand-duché de Posen. Dans le cadre d'une correction ultérieure des frontières, la bordure orientale de l'arrondissement avec les villes de Peisern et Slupca est cédée le 11 novembre 1817 au royaume du Congrès dirigé par les Russes.
Dans les réformes administratives prussiennes, le 1er janvier 1818, le district de Posen est réformé, et le reste de l'arrondissement de Peysern, situé en Prusse, reçoit de l'arrondissement de Schroda (de) le territoire autour de la ville de Miloslaw.
La ville de Wreschen devient le siège de l'arrondissement, appelé arrondissement de Wreschen depuis le 31 juillet 1819.
Le 1er octobre 1887, la ville de Zerkow et le district de police du même nom sont cédés par l'arrondissement de Wreschen à l'arrondissement nouvellement formé de Jarotschin.
Le 27 décembre 1918, l'insurrection de Grande-Pologne, menée par la majorité de la population polonaise contre la domination allemande, débute dans la province de Posnanie. Dès le 28 décembre, des troubles éclatent également dans le chef-lieu de l'arrondissement de Wreschen et en janvier 1919, le territoire due l'arrondissement de Wreschen est sous contrôle polonais.
Le 16 février 1919, un armistice met fin aux combats entre la Pologne et l'Allemagne et le 28 juin 1919, le gouvernement allemand cède également officiellement l'arrondissement de Wreschen à la Pologne nouvellement fondée avec la signature du traité de Versailles.

## Évolution de la démographie
| Année | Habitants | Source |
| ----- | --------- | ------ |
| 1818  | 29 653    | [ 4 ]  |
| 1846  | 37 074    | [ 5 ]  |
| 1871  | 40 046    | [ 6 ]  |
|       |           |        |
| 1890  | 32 848    |        |
| 1900  | 35 449    | [ 1 ]  |
| 1910  | 39 878    | [ 1 ]  |

En 1890, 85 % des habitants de l'arrondissement sont polonais, 12 % allemands et 3 % juifs. La majorité des habitants allemands quittent la région après 1919.

## Politique

### Administrateurs de l'arrondissement
- 0000–180200von Naurath[7]
- 1802–180600Christian von Horn-Rogowski[7]
- 1818–183400von Moszczenski
- 1834–183800von Graevenitz
- 1838–184500Jérôme von Schlotheim (de)
- 1848–185100Friedrich Wilhelm Edmund von Baerensprung (de)
- 1853–186300Emil Freymark (de)
- 1863–186800Maximilian Senfft von Pilsach (de)
- 1873–187600Julius Feige
- 1876–188300Heinrich von Seidlitz
- 1883–189000von Loos
- 1890–190100Kühne
- 1901–190800Adolf von Massenbach
- 1908–191900Egon von Haber (de)

### Élections
L'arrondissement de Wreschen fait partie de la 8e circonscription du district de Posen. La circonscription est remportée à toutes les élections du Reichstag entre 1871 et 1912 par des candidats du parti polonais :
- 1871 00 Wladyslaw Taczanowski (de)
- 1874 00 Wladyslaw Taczanowski
- 1877 00 Stefan von Zoltowski (de)
- 1878 00 Stefan von Zoltowski
- 1881 00 Theophil Magdzinski
- 1884 00 Theophil Magdzinski
- 1887 00 Theophil Magdzinski
- 1890 00 Sigismund von Dziembowski-Pomian (de)
- 1893 00 Sigismund von Dziembowski-Pomian
- 1898 00 Sigismund von Dziembowski-Pomian
- 1903 00 Anton von Chlapowski (de)
- 1907 00 Wladislaus Seyda (de)
- 1912 00 Wladislaus Seyda

## Composition
Les villes de Miloslaw et Wreschen appartiennent à l'arrondissement de Wreschen ; jusqu'en 1887 aussi Zerkow. Les 69 communes (en 1908) et les 64 districts de domaine sont regroupés en districts de police.

## Communes
Au début du XXe siècle, les communes suivantes appartenaient à l'arrondissement :
| - Babin - Bardo - Bialepiontkowo - Biechowo - Bieganowo - Bierzglin - Bierzglinek - Borzykowo - Brückenau - Budzilowo - Chlebowo - Chocicza - Czeszewo - Dörenburg - Galenzewo - Geistlich Ostrowo - Gorazdowo - Gorzyce | - Gozdowo - Graboszewo - Grabowo - Groß Ciesle - Groß Psary Hauland - Jagenau - Janowo - Kaczanowo - Kathrindorf - Klein Gutowy - Kokczyn - Kolaczkowo - Königlich Neudorf - Kornaty - Krzywagora - Lagiewki - Lenzec - Lipie | - Miloslaw, ville - Mlodziejewice - Neudorf am Berge - Neuhausen - Oblaczkowo - Orzechowo - Otoczno - Palczyn - Polnisch Psary - Pospolno - Rudki - Scherze - Sendschau - Skarboszewo - Skotnik - Slomowo - Sockelstein - Sokolnik | - Sokolowo - Soleczno - Splawie - Stanislawowo - Strzalkowo - Szamarzewo - Szczodrzejewo - Szemborowo - Waldhorst - Walkowitz - Wembusch - Wengierki - Wilhelmsau - Wreschen, ville - Xionzno - Zberki - Zieliniec - Zydowo |

À quelques exceptions près, les noms de lieux polonais continuent à s'appliquer après 1815, et au début du XXe siècle, plusieurs toponymes sont germanisés.

## L'arrondissement de Wreschen en Pologne occupée (1939-1945)

### Histoire

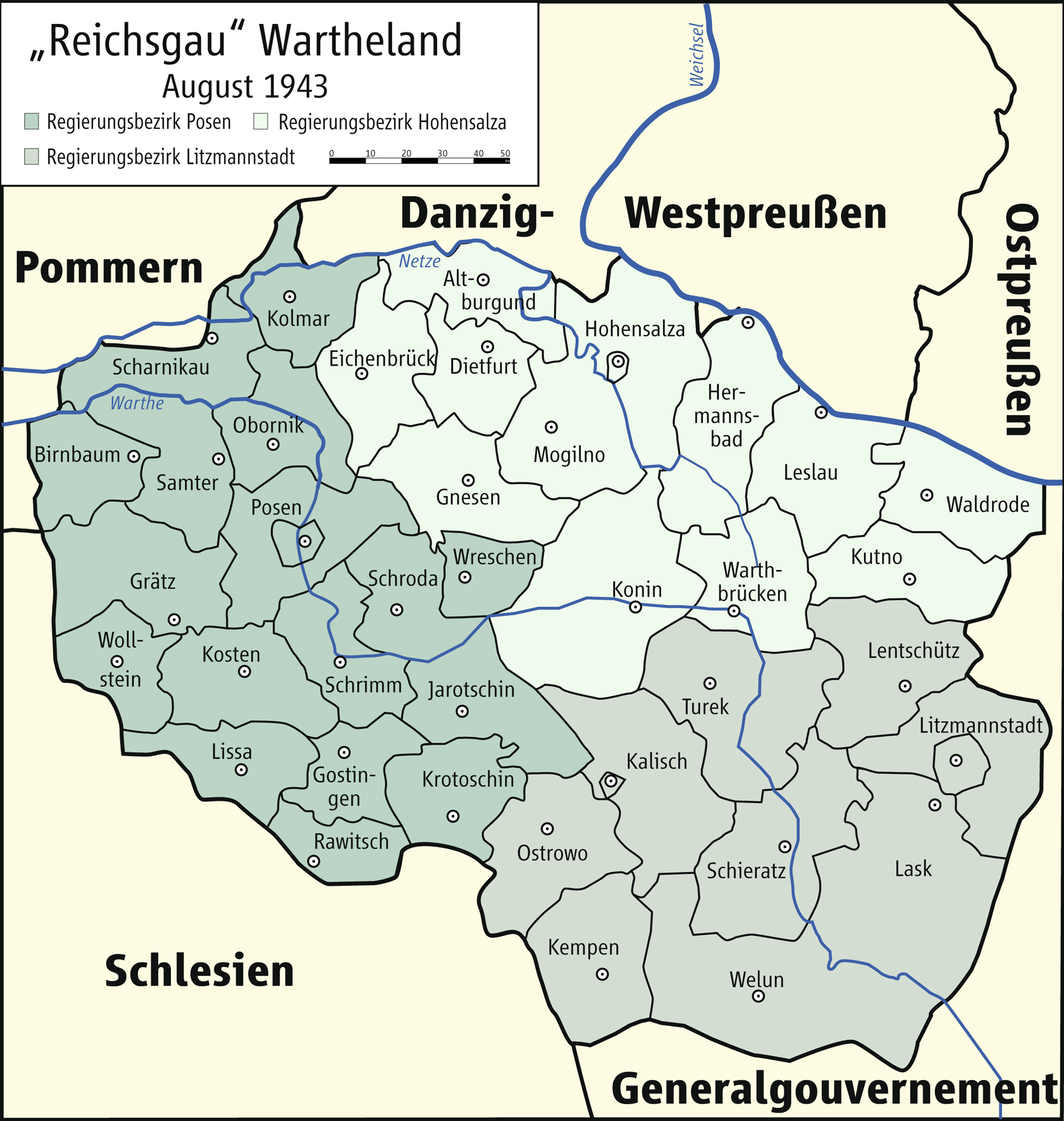
Districts et arrondissements du Reichsgau Wartheland

Pendant la Seconde Guerre mondiale, les autorités d'occupation allemandes forment l'arrondissement de Wreschen dans le district de Posen (de). L'annexion du territoire par le Reich allemand, réalisée le 26 octobre 1939, est cependant sans effet sur le plan du droit international en tant qu'acte unilatéral de violence. L'occupation allemande prend fin avec l'invasion de l'Armée rouge en janvier 1945.

### Administrateurs de l'arrondissement
- 1939-1941 00 Herbert Rein
- 1941-1945 00 Buttner

### Constitution communale
Pendant l'occupation allemande pendant la Seconde Guerre mondiale, seule Wreschen reçoit des droits de ville en 1942 selon le code communal allemand de 1935, les autres communes sont regroupées en districts de bureau.

### Changements de noms de lieux
Pendant l'occupation allemande, un décret non publié du 29 décembre 1939 reprend d'abord les noms de lieux en vigueur en 1918, mais des germanisations sauvages sont rapidement effectuées par les autorités locales d'occupation. Le 18 mai 1943, toutes les localités disposant d'une station postale ou ferroviaire reçoivent des noms allemands, il s'agit le plus souvent d'adaptations phonétiques, de traductions ou d'inventions libres.
Communes plus importantes dans l'arrondissement de Wreschen :
| Nom polonais        | Nom allemand (1815-1919)            | Nom allemand (1939-1945)                                |
| ------------------- | ----------------------------------- | ------------------------------------------------------- |
| Biechowo            | Biechowo                            | Lorenzdorf                                              |
| Bugaj               | Bugaj                               | Bügen                                                   |
| Czeszewo            | Czeszewo                            | Zeugnersruh                                             |
| Gozdowo             | Gozdowo Gosdau (1906–1919)          | Gosdau                                                  |
| Kaczanowo           | Kaczanowo                           | Entenau                                                 |
| Miłosław            | Miloslaw                            | Liebenau (1939–1943) Liebenstädt (1943–1945)            |
| Nowa Wieś Królewska | Königlich Neudorf                   | Königlich Neudorf (1939–1943) Königsneudorf (1943–1945) |
| Oblaczkowo          | Oblaczkowo Oblatschkowo (1906–1919) | Runddorf (1939–1943) Kringeln (1943–1945)               |
| Psary Polskie       | Polnisch Psary                      | Feldkamp                                                |
| Sędziwojewo         | Sendschau                           | Sendschau                                               |
| Skarboszewo         | Skarboszewo                         | Karben                                                  |
| Sokolniki           | Sokolnik Sockelstein (1906–1919)    | Sockelstein                                             |
| Strzałkowo          | Strzalkowo Stralkowo (1906–1919)    | Stralkau                                                |
| Szamarzewo          | Szamarzewo                          | Ellerode                                                |
| Szemborowo          | Szemborowo                          | Langdorf (1939–1943) Schembau (1943–1945)               |
| Września            | Wreschen                            | Wreschen                                                |